# Arbeiter vor dem Magistrat
Arbeiter vor dem Magistrat, zeitgenössisch auch Arbeiter und Stadtrat oder Ein Stadtrat aus dem Jahr 1848, ist der Titel eines Hauptwerks des Düsseldorfer Genremalers Johann Peter Hasenclever. Das Ölgemälde, das zu den frühen sozialkritischen Schöpfungen der Düsseldorfer Malerschule zählt, zeigt Arbeiter bei der Übergabe einer Petition an einen Stadtrat im Revolutionsjahr 1848. Das politische Ereignisbild gilt als die erste Darstellung selbstbewusst auftretender Arbeiter in der deutschen Malerei.

## Geschichtlicher Hintergrund
Das Bild Arbeiter vor dem Magistrat hat einen realen geschichtlichen Hintergrund: Am 9. Oktober 1848 reichte eine Delegation von 600 erwerbslos gewordenen Arbeitern beim Rat der Stadt Düsseldorf eine Petition mit der Bitte um Weiterbeschäftigung ein, die „Bitte um Arbeit“. Ein kommunales Beschäftigungsprogramm, das unter anderem aus Notstandsarbeiten auf der Golzheimer Insel bestanden hatte, war kurz zuvor ausgelaufen. Da die vorgesehenen Mittel bei der Stadt Düsseldorf jedoch erschöpft waren, erhielten die Bittsteller vom Gemeinderat eine abschlägige Antwort. Am Vortag hatten viele der Petenten an einer Großdemonstration mit rund 5000 Teilnehmern im nahen Gerresheim teilgenommen, in der sie für ihre Forderung nach Fortsetzung eines kommunalen Beschäftigungsprogramms die Unterstützung des sozialistischen Volksklubs erhalten hatten, einer politischen Vereinigung der frühen Arbeiterbewegung in Düsseldorf, in deren Führung sich insbesondere die Juristen Ferdinand Lassalle und Julius Wulff sowie der Dichter Ferdinand Freiligrath engagierten.
Eingebettet waren diese Ereignisse in die Deutsche Revolution 1848/1849, in der sich nach der Februarrevolution 1848 die im Vormärz angestauten sozialen, wirtschaftlichen und politischen Probleme Deutschlands entluden. Auch in Düsseldorf, dem Parlamentssitz der preußischen Rheinprovinz, war das Klima angespannt. Dort hatten sich im Zuge einer verstärkten Politisierung von Bevölkerungsgruppen verschiedene politische Zirkel gebildet, in denen die Bürger eine neue Verfassung diskutierten und politische Forderungen erhoben. Julius Wullf trug in einer Sitzung des Volksklubs am 3. Juli 1848 Max Cohnheims Flugschrift Republikanischer Katechismus vor, die mit dem Aufruf zur Gründung einer „deutschen demokratischen Republik“ schloss. Kurz darauf ließen ihn die preußischen Staatsorgane wegen Hochverrats verhaften und ins Düsseldorfer Arresthaus bringen. In dieser Situation verfasste Freiligrath im Juli 1848 das Revolutionsgedicht Die Todten an die Lebenden. Darin verhöhnte Freiligrath, ein überzeugter Republikaner und Anhänger der Volkssouveränität, den preußischen König Friedrich Wilhelm IV. als „abgethanen Mann“. Im Zusammenhang mit dem Kölner Dombaufest am 14. August 1848, wenige Tage nachdem Düsseldorfer Bürger das Fest der deutschen Einheit mit der Forderung nach einem vereinigten und demokratisch regierten Deutschland sowie nach einer konstitutionellen Beschränkung der Monarchie gefeiert hatten, kam der König höchstpersönlich nach Düsseldorf. Dort wollte er seinem Cousin, dem Düsseldorfer Divisionskommandeur Friedrich von Preußen, eine Visite abstatten. Bei der Anfahrt zu dessen Residenz Schloss Jägerhof wurde der in einer offenen Kutsche reisende Souverän auf der Kastanienallee (heute Königsallee) aus einer ihm grimmig begegnenden Menschenmenge heraus mit Pfiffen begrüßt und mit Pferdeäpfeln beworfen. Als sodann preußisches Militär gegen Bürger auf den Straßen der Garnisonsstadt vorging, schritt die im März 1848 gebildete Düsseldorfer Bürgerwehr unter ihrem Kommandeur Lorenz Cantador ihrerseits gegen das Militär ein und stellte Ordnung und Ruhe wieder her. Elf der 66 gewählten Offiziere der Bürgerwehr waren Maler, der Maler Hasenclever war ein stellvertretender Zugführer.
Von dem Auftritt der Arbeiter im Düsseldorfer Rathaus fertigte Hasenclever zunächst ein Aquarell auf einer Bleistiftzeichnung (Städtisches Museum Remscheid) und eine Skizze in Öl (Westfälisches Landesmuseum Münster). Kurz danach entstanden Ölgemälde, in denen Hasenclever sein Motiv der Arbeiterpetition in unterschiedlichen Variationen behandelte:

Erste Fassung in Öl (Bergisches Museum Schloss Burg an der Wupper)
Zweite Fassung in Öl (Museum Kunstpalast Düsseldorf)

## Bildbeschreibung
In der im Düsseldorfer Museum Kunstpalast erhaltenen, zwischen 1848 und 1850 entstandenen Hauptfassung wird in Öl auf Leinwand in den Maßen 154 × 225,4 cm ein Ratssaal als Tagungsort eines Stadtrates dargestellt. In der rechten Bildhälfte sind die Ratsherren um einen großen Tisch versammelt, auf dem sich Bücher, Papiere und Schreibutensilien befinden. Eine Akte auf dem Tisch führt die Jahreszahl 1848. In der linken Bildhälfte stehen sechs Vertreter der erwerbslosen Arbeiter und überreichen durch ihren Anführer die Petition. Die Wände des Ratssaal weisen ein Dekor im Rokoko und Zopfstil sowie ovale Medaillons mit den Porträts von Herrschern mit Allongeperücken auf. Im Bildzentrum fällt der Blick durch ein geöffnetes Fenster auf einen von Bürgerhäusern gesäumten Marktplatz, auf dem gerade unter einem gewittrigen Himmel eine politische Kundgebung mit erregten Teilnehmern stattfindet. Dieser Blick verweist auf einen sich ereignenden Konflikt als gesellschaftliche Rahmenhandlung außerhalb des Ratssaals. Über den Köpfen der Teilnehmer der Kundgebung werden die schwarz-rot-goldene Fahne und eine rote Fahne gezeigt. Ebenfalls herausgehoben, in der Nähe eines St.-Georg-Standbildes auf der Platzmitte, steht mit ausgebreiteten Armen und einem Papier in der Hand ein bürgerlich gekleideter Mann, der vor der Volksmenge eine Rede hält. Das Tageslicht, das durch das geöffnete Fenster in den Ratssaal hereinfällt, beleuchtet den großen Tisch der Ratsherren und einen Teil der Wand dahinter, an der sich eine Gipsbüste mit dem Bildnis des Landesherrn Friedrich Wilhelm IV. und ein darunter aufgehängtes Bild mit Wechselrahmen befinden. Dieses Bild zeigt einen Stich mit dem Porträt des Reichsverwesers Johann von Österreich. Das Glas auf diesem Bild ist gesprungen. In einer Ecke des Raums steht eine dunkle Ritterrüstung mit einer Hellebarde. Links neben dem Fenster steht eine schwarz-rot-goldene Fahne an der Wand.
Sowohl die Ratsherren als auch die bittstellenden Arbeiter sind in unterschiedlichen Körperhaltungen und Gesten, farblich und qualitativ variierender Bekleidung sowie differenzierten Physiognomien dargestellt. Besonders auffällig ist ein etwas untersetzter Ratsherr mit gelber Weste und goldener Uhrkette im Vordergrund der rechten Bildhälfte, der sich mit einem großen Schnupftuch den Schweiß aus dem Gesicht wischt. Auf der Seite der Petenten, die ihre mit Kokarden verzierten Kopfbedeckungen abgenommen haben, ist ihr Anführer durch die Geste der Überreichung der Bittschrift und durch seine von den anderen Arbeitern etwas abgerückte Position im Vordergrund der linken Bildhälfte hervorgehoben. Auf sein von Sonnenlicht bestrahltes Gesicht sind die Blicke der meisten Ratsherren gerichtet.

## Interpretation

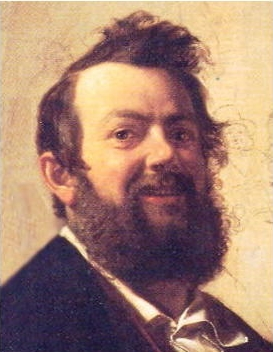
Selbstporträt Johann Peter Hasenclever (Ausschnitt), um 1850

Hasenclevers Bild zeigt nicht den konkreten Düsseldorfer Ratsaal und nicht den konkreten Düsseldorfer Marktplatz, sondern er stellt diese Räume in verallgemeinernder Form dar, um die Märzrevolution 1848 im Rheinland in ihrer generellen, über das Lokale hinausweisenden Bedeutung zu schildern. Gleichwohl sind Parallelen erkennbar, die für den ortskundigen Betrachter den Bezug auf die Düsseldorfer Ereignisse, die den Entstehungskontext des Bildes liefern, herstellen. So entspricht das St.-Georg-Standbild dem Jan-Wellem-Reiterdenkmal, und die Kirche, deren Turm über die Giebel der Bürgerhäuser des Marktplatzes hinausragt, ähnelt der Düsseldorfer Lambertuskirche. Neben der Jahreszahl 1848 auf der auf dem Tisch liegenden Akte weisen das Porträt des Reichsverwesers Johann von Österreich sowie die schwarz-rot-goldenen Fahnen und Kokarden auf Ereignisse und politische Programmatik der Märzrevolution im Königreich Preußen hin, dessen Landesherr Friedrich Wilhelm IV. im Rheinland als Repräsentant des Ancien Régime wahrgenommen wurde. Viele Rheinländer, die im Katholizismus wurzelnden allzumal, fühlten sich seit dem Wiener Kongress als Musspreußen und befürworteten eine Einbindung ihres Landes in ein großdeutsch konzipiertes Reich mit einem Kaiser, dessen Macht durch eine freiheitliche Verfassung begrenzt werden sollte.
Das zur Zeit der Bildentstehung bereits ältlich wirkende Raumdekor des Ratssals im Rokoko- und Zopfstil und die dunkle Ritterrüstung als Schreckgespenst einer fernen Vergangenheit deuten darauf hin, dass der Maler die herrschenden gesellschaftlichen Verhältnisse damit symbolisch als obsolet oder rückständig politisieren wollte. Auch die Ratsherren, die der Maler durch satirische Überzeichnung ihrer teilweise ratlosen und beklommenen, teilweise uninteressierten Minen und Gesten ins Lächerliche zieht, erscheinen in einem ironisch-kritischen Licht. Insbesondere der schwitzende Ratsherr mit gelber Weste und goldener Uhrkette wird in Balzacscher Manier als Vertreter des Besitzbürgertums karikiert, dem die sozialen Forderungen der bittstellenden Arbeiter als Vertreter der „Arbeiterklasse“ und die revolutionäre Kundgebung auf dem Marktplatz als politische Antwort auf den „Pauperismus“ und die „soziale Frage“ Ängste um Positionen und Vermögen einflößen. Demgegenüber erscheint der Anführer der Arbeiter sehr seriös, womit der Maler eine grundsätzliche Übereinstimmung mit Forderungen der Arbeiter zum Ausdruck bringt.

## Ausstellung, Rezeption und Verbleib

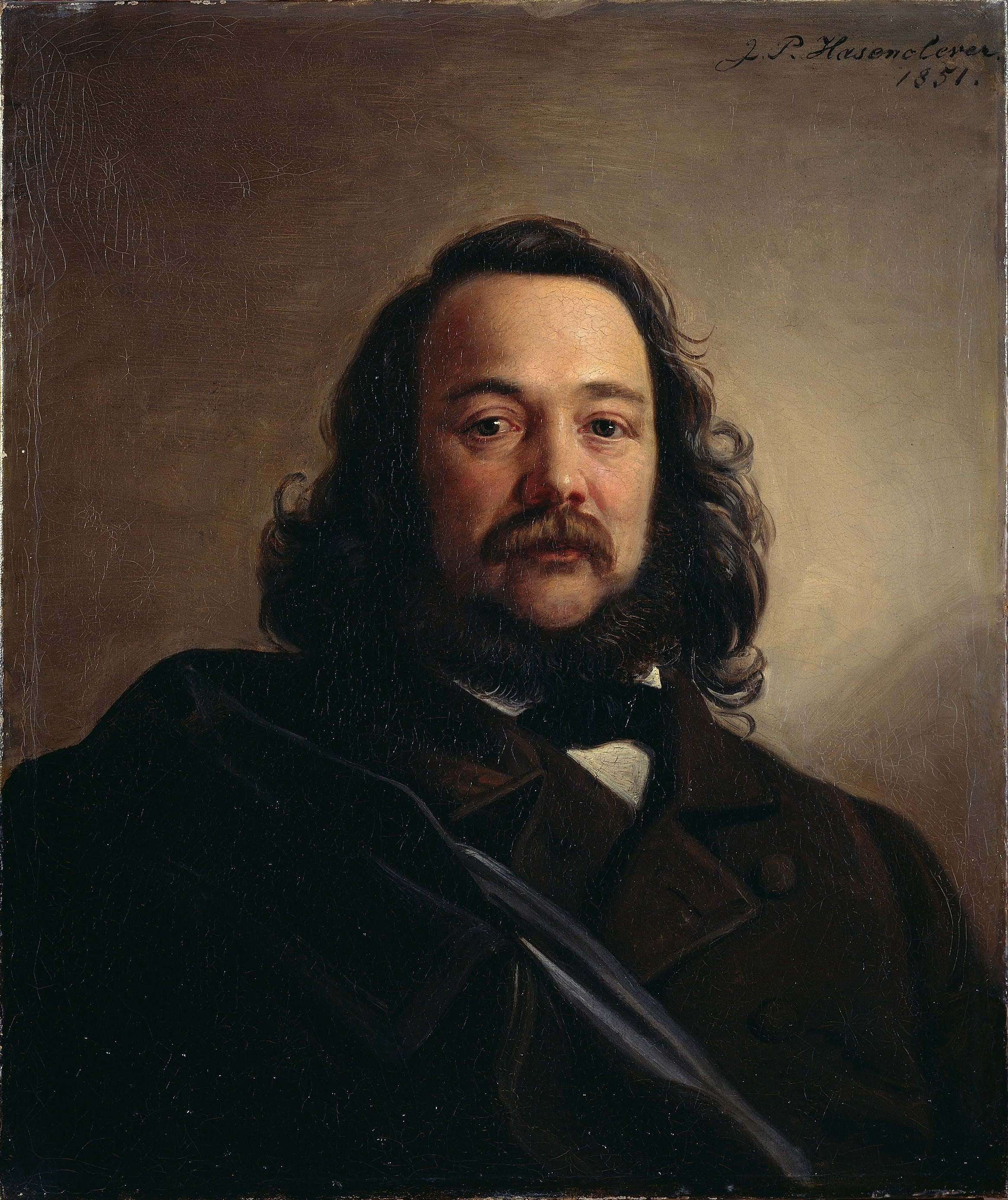
Porträt Ferdinand Freiligrath, Gemälde von Johann Peter Hasenclever, 1851

Hasenclevers Bild wurde von Freiligrath am 12. Mai 1851 auf seiner Flucht zunächst nach London mitgenommen. Nach Ausstellungen in London (Sommer 1851) und Manchester (Sommer 1852) wurde es anlässlich der Exhibition of the Industry of All Nations im Jahr 1853 im New York Crystal Palace ausgestellt. Karl Marx hatte das Bild möglicherweise in London gesehen. In der New York Daily Tribune schrieb er in einem zur Besichtigung des Bildes auffordernden Artikel am 12. August 1853, den er auf Bitten Freiligraths verfasst hatte, über Hasenclever und das im Bild geschilderte Ereignis: „Der hervorragende Maler hat das in seiner ganzen dramatischen Vitalität wiedergegeben, was der Schriftsteller nur analysieren konnte.“ Er bezog sich damit auf seine eigene, mit Friedrich Engels verfasste Artikelfolge Revolution und Konterrevolution in Deutschland. Bei den Malern des 19. Jahrhunderts erzielte das Gemälde im Zusammenwirken mit anderen Bildern der „Tendenzmalerei“ der Düsseldorfer Schule eine große Vorbildwirkung, z. B. auf Axel Kulles 1877 entstandenes Genrebild Der Kirchenvorstand (Motiv aus Deutschland).
Im Januar 1854 wurde das Gemälde auf der Ausstellung des New York Crystal Palace von der Jury durch eine „Honorable Mention“ geehrt. Da Hasenclever im Vormonat gestorben war, konnte er diesen Erfolg nicht mehr erleben. Um finanzielle Probleme der Witwe Hasenclevers und eigene Finanznöte zu bewältigen, unternahm es Freiligrath in der Folgezeit, das Bild in einer Reihe weiterer Bilder Hasenclevers zu veräußern. Er schaffte es, das Bild an den Kunstsammler Ferdinand J. Dreer aus Philadelphia zu verkaufen, der es mindestens dreimal ausstellte, 1855 und 1857 sowie 1877 in der Pennsylvania Academy of the Fine Arts in Philadelphia. Später ging es in die Sammlung von Victoria Dreyfus (1881–1976) aus Brewster, New York. Im Oktober 1976 gelangte es in eine Auktion von Sotheby Parke Bernet. Dort wurde es von der Galerie Paffrath ersteigert. 1978 konnte das Museum Kunstpalast das Bild mit Unterstützung des Landes Nordrhein-Westfalen erwerben. Seither bildet es in der dortigen Kollektion einen Schwerpunkt in der kunsthistorisch-musealen Vermittlung der Malerei der Düsseldorfer Schule.